# 川俣正
川俣 正（かわまた ただし、1953年7月24日 - ）は、北海道三笠市出身の芸術家、造形作家。作品は日本のみならず、世界各国で展開されている。
作品制作スタイルについては、ワーク・イン・プログレスと呼ばれるプロジェクトを組み、現地で制作されることが特徴。国内でのワーク・イン・プログレス例としてはコールマイン田川(福岡県田川市)、ワーク・イン・プログレス豊田(愛知県豊田市美術館）、直島スタンダード2や越後妻有トリエンナーレ等がある。東京藝術大学教授、フランス国立高等美術学校教授などを歴任。
クリエイティブオフィスキューに所属している、タレント・パーソナリティの北川久仁子は従妹。

## 経歴
- 1953年 - 北海道三笠市の住友奔別炭鉱生まれ
- 1972年 - 北海道岩見沢東高等学校卒業
- 1979年 - 東京藝術大学美術学部油絵科卒業
- 1982年 - 第40回ヴェネツィア・ビエンナーレ
- 1984年 - 東京藝術大学大学院博士後期課程満期退学
- 1987年 - ドクメンタ8、第19回サンパウロ国際ビエンナーレ
- 1992年 - ドクメンタ9
- 1993年 - 第2回リヨン現代美術ビエンナーレ
- 1997年　ロンドン　サーペンタイン・ギャラリー
- 1998年 - 第11回シドニービエンナーレ
- 1999年4月‐2005年3月 - 東京藝術大学美術学部先端芸術表現科教授
- 2000年 - 越後妻有アートトリエンナーレ / 日本文化芸術振興賞受賞
- 2002年 - 第4回上海ビエンナーレ、釜山ビエンナーレ
- 2003年 - ヴァレンシアビエン
- 2005年 - 横浜トリエンナーレ総合ディレクター
- 2007年 - フランス国立高等美術学校教授
- 2013年 - 芸術選奨文部科学大臣賞受賞[3]
- 2019年 - フランス国立高等美術学校を定年退職

## 作品
- 『アパートメント・プロジェクト、宝ハウス205号室』（1982年）[4]
- 『アパートメント・プロジェクト、大手門・和田荘』（1983年）[4]
- 『アパートメント・プロジェクト、スリップ・イン・所沢4』（1983年）[4]
- 『アパートメント・プロジェクト、テトラハウスN-3 W-26』（1983年）[4]
- 『工事中』（1984年）[4]
- 『PS1プロジェクト』（1985年）[4]
- 『スプイ・プロジェクト』（1986年）[4]
- 『デストロイド・チャーチ』（1987年）[4]
- 『比燕荘』（1988年）[4]
- 『「ピープルズ・ガーデン」のためのプラン』(1992年)
- 『プロジェクト・オン・ルーズヴェルト・アイランド』（1992年）[4]
- 『コールマイン田川』（1996年-）[4]
- 『椅子の回廊』（1997年）[4]
- 『椅子たちの旅』（1998年）[4]
- 『東京プロジェクト』（1998年）[4]
- 『Sur La Voie(道ゆき）』（2000年）[4]
- 『ブリッジ&アーカイヴ』（2003年）[4]

## 著書
- 『工事中Kawamata』小池美香[ほか]編. 現代企画室, 1987.12
- 『川俣正コールマイン田川 プロジェクト・プレゼンテーション』Kawamata+on the table 編. 川俣正コールマイン田川実行委員会, 1996.10
- 『Kawamata+PH Studio museum construction』川俣正+オンザテイブル, PHスタジオ編. 牛渕ミュージアム, 1997.1
- 『川俣正コールマイン田川』川俣正+オンザテイブル 編集制作. 川俣正コールマイン田川実行委員会, 1997.11
- 『川俣正ワーク・イン・プログレス 豊田市美術館コミッションワークのためのプラン プロポーザル』川俣正+オンザテイブル 編. 豊田市美術館, 1999.7
- 『川俣正ワーク・イン・プログレス豊田 2000』川俣正+オンザテイブル 編. 豊田市美術館, 2000.12
- 『Book in progress川俣正デイリーニュース』INAX出版, 2001.11
- 『セルフ・エデュケーション時代 (Practica 1) 川俣正, ニコラス・ペーリー, 熊倉敬聡 編. フィルムアート社, 2001.12
- 『アートレス マイノリティとしての現代美術 (ArtEdge) フィルムアート社, 2001.5
- 『川俣正ワーク・イン・プログレス豊田 2001』川俣正+オンザテイブル 編. 豊田市美術館, 2002.3
- 『橋を歩いていく』川俣正 作, 村田真 文. 小学館, 2004.9
- 『川俣正ワーク・イン・プログレス豊田 2004(物見台制作)』川俣正+オンザテイブル 編集・制作. 豊田市美術館, 2005.2
- 『川俣正「通路」』川俣正, 住友文彦 監修, 大橋紀生 編. 美術出版社, 2008.2
- 『オン・ザ・ウェイ 川俣正のアートレスな旅』角川学芸出版, 2008.3
- Tadashi Kawamata : Berlin tree huts / edited by Valerie Smith、 Revolver, c2009
- 『川俣正・東京インプログレス 隅田川からの眺め プロポーザル6/2010』川俣正, 森司,山口祥平監修, 太田泰友編. 東京文化発信プロジェクト室, 2010.6
- 『川俣正・東京インプログレス 隅田川からの眺め ドキュメント2010』川俣正, 森司 監修. 東京都文化発信プロジェクト室, 2011.12
- 『川俣正・東京インプログレス プロポーザル2011』川俣正, 森司 監修. 東京文化発信プロジェクト室, 2011.9
- 『Kawamata : plan for expand BankART』 BankART 1929 編. BankART 1929, 2012.11
- 『Kawamata : Collective Folie (Libre DVD)』 a.p.r.e.s editions, [2013
- 『11/09/2001-11/03/2011 (L'art en e?crit) Editions Jannink, 2013
- 『川俣正・東京インプログレス 隅田川からの眺め ドキュメント』監修. 美術出版社, 2014.7